# Pico (herramienta)

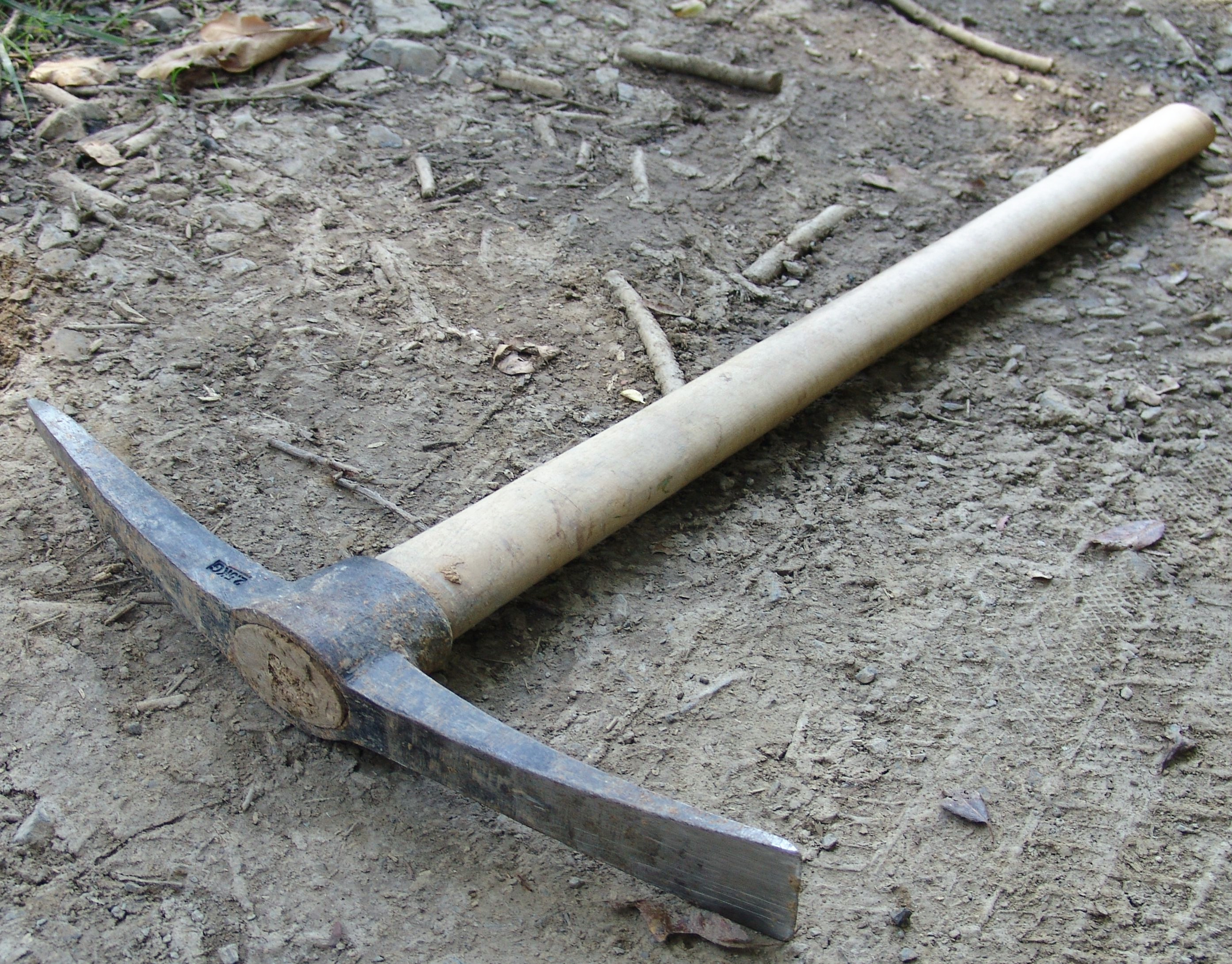
Pico

El pico es una herramienta muy utilizada en terrenos duros y para desbastar y remover piedras. Se utiliza principalmente en obras de construcción y en labores de agricultura para cavar zanjas y remover materiales sueltos.

## Características
Consta con una parte de acero de unos 60 cm de largo y 5 de grueso, y un mango de madera, perpendicular a la parte metálica; esta parte metálica termina en punta en uno de los extremos y es plano con borde ancho y cortante en el otro. El extremo que termina en punta es usado en suelos duros y con presencia de piedras, mientras que el extremo ancho es usado para suelos blandos, excavaciones y desterronado.
Se denomina piocha, zapapico, espiocha, mamá osa o pico de punta y paleta a una variante del pico en la que un extremo tiene forma de azada estrecha y alargada.

## Tipos
| Tipo                     | Descripción |
| ------------------------ | --- |
| Pico de dos cortes       | Es el pico que tiene dos bocas tableadas y sirve para picar piedras o ladrillos. |
| Pico de hoja de olivo    | El que tiene el mango en un extremo y sigue formando hasta la otra punta una hoja de olivo; su uso es como el pico común.                                                                                   |
| Pico de hoja de salvia   | Es como el pico común solo que el hierro adopta la figura de una hoja de şalvia y termina en punta muy aguda. Lo usan particularmente los minadores.                                                        |
| Pico de punta y martillo | Es como los demás, solo que por un extremo acaba en punta y el otro en forma de martillo: se usa comúnmente para trabajar en piedras o materiales de albañilería.                                           |
| Pico de punta y corte    | Lo mismo que el anterior, solo que un extremo acaba en punta y el otro es tableado a semejanza de un hacha. Su uso es similar al anterior.                                                                  |
| Pico de punta y boca     | Es lo mismo que el pico de punta y corte. |
| Pico de gorrión          | Es un hierro para tornear, cuya boca es angular. |
| Pico de ánade            | Útil de carpintería; está montado en caja de madera y tiene su extremidad de hierro en forma de media luna.                                                                                                 |
| Pico de roca             | El hierro de este pico por la parte interior de su curvatura termina en boca de escoplo, y por la exterior en ángulo agudo, de modo que la punta es triangular y sumamente cortante: lo usan los minadores. |